# 蝶野仁郎
蝶野 仁郎（ちょうの じろう、1907年（明治40年） - 1941年（昭和16年）2月21日）は、大日本帝国海軍の軍人、海軍航空隊戦闘機搭乗員。操練15期。最終階級は飛行兵曹長、死後特進で飛行特務少尉。撃墜数7（公認）の撃墜王。

## 生涯
愛媛県生まれ。1927年（昭和2年）、佐世保海兵団に徴兵入団。1929年（昭和4年）6月、第15期操縦練習生となる。同期生に新井友吉、松島勝二、佐藤清。翌1930年（昭和5年）4月に修了。1936年11月、空母「加賀」（飛行隊長：柴田武雄少佐）に進藤三郎らと配属され、日中戦争勃発当時は小隊長であった。
1937年（昭和17年）11月11日、馬鞍群島沖にて艦船爆撃に向かった中国空軍第2大隊14中隊のノースロップ・ガンマ2EC爆撃機3機を日高初男三空曹と追撃、それぞれ1機を撃墜したのが初戦果である。中国側の記録によれば、この時撃墜したのは宋以敬少尉操縦・李錫永少尉偵察の1405号機、李恆傑少尉操縦・彭德明少尉偵察の1402号機のいずれかである。
1938年（昭和13年）4月13日10時50分、広東省広州の天河・白雲飛行場空爆で艦爆隊の護衛として出撃。この艦戦隊は95式艦戦・96式艦戦の混成編隊で、蝶野の乗機は96式艦戦であった。道中、艦戦隊指揮官だった手島秀雄大尉が発動機不調により指揮官小隊の2機と引き返したため、蝶野が残りの5機を指揮した。爆撃終了後、空中に展開していた中国空軍のグロスター グラディエーター18機（第5大隊第28中隊9機、独立第29中隊9機）と交戦、単独撃墜2機を報告。うち1機は独立第29中隊の黄新瑞中隊長（パラシュート脱出のため生存）とされる。蝶野小隊3番機の近藤政市一空曹、永徳小隊3番機の日高三空曹が各2機撃墜したため、部隊全体は6機を報告した。
その後も華南攻撃に従事し、同年8月30日の南雄攻撃では手島秀雄大尉の指揮する艦戦隊の2番小隊長として参加、南雄飛行場に駐留していた中国空軍第3大隊第32中隊と交戦、被弾15発を受けながら4機（不確実1）撃墜を報告。しかしこの戦闘で手島大尉は戦死した。同年暮、本土に帰還。
1940年（昭和15年）4月、日中戦争での功績により功五級金鵄勲章を授与。同年5月、空曹長に昇進後、予備役に編入されたが即日召集された。7月、第十四航空隊転属のため再び大陸に進出し、華南攻撃に従事。
1941年（昭和16年）2月21日、零戦3機を率いて昆明湖南西の倉庫群および援蒋ルート（ビルマ公路）上のトラックを攻撃中に、20ミリ口径と見られる対空砲火を受け戦死。

## 参考
- 秦 郁彦, 伊沢 保穂『日本海軍戦闘機隊〈2〉エース列伝』大日本絵画、2011年。ISBN 978-4-499-23045-2。